# Birds of Prey (televisieserie)
Birds of Prey is een Amerikaanse televisieserie uit 2002, losjes gebaseerd op de gelijknamige stripserie van DC Comics. De serie werd ontwikkeld door Laeta Kalogridis voor The WB. Ondanks de in eerste instantie hoge kijkcijfers nam de populariteit van de serie snel af. In totaal liep de serie slechts 1 seizoen van 13 afleveringen.

## Verhaal
De serie speelt zich af in New Gotham City, enkele jaren nadat Batman is verdwenen. Zijn strijd tegen de Gothamse onderwereld is overgenomen door Barbara Gordon, Huntress en Helena, die samen bekendstaan als de Birds of Prey. De twee worden geholpen door Dinah, Alfred Pennyworth, en Detective Jesse Reese.
Centraal in de serie staat het concept van metahumans, mensen geboren met speciale krachten. Geen twee metahumans hebben dezelfde gave, en er bestaat een grote subcultuur binnen de metahumansamenleving.
In deze wereld raakt detective Reese betrokken bij de Birds of Prey om Metahuman criminelen te verslaan die de politie niet aan kan. De Birds of Prey worden vooral tegengewerkt door het meesterbrein Dr. Quinzel.

## Personages

### Vaste personages
- Helena Kyle/Huntress - (Ashley Scott)

De dochter van Bruce Wayne en Selina Kyle. Ze heeft katachtige vaardigheden geërfd van haar moeder, verhoogde lenigheid en kracht, en een zesde zintuig voor gevaar. Ze werd opgevoed door haar moeder zonder te weten wie haar vader was, totdat haar moeder werd vermoord door de The Joker. Hierna nam haar vader, Batman, haar onder zijn hoede en trainde haar.
- Barbara Gordon/Oracle - (Dina Meyer)

Ooit de superheldin Batgirl. Na te zijn neergeschoten door Joker raakte ze verlamd. Tegenwoordig staat ze bekend als Oracle, en dient als informatiebron voor andere superhelden. Ze is een expert in het hacken van computers.
- Dinah Redmond - (Rachel Skarsten)

een metahuman. Dinah kan via haar dromen in de toekomst kijken, en is een telepaat. Ze kan de gedachten lezen van een ieder met wie ze lichamelijk contact maakt. Later ontwikkelt ze ook telekinese. Haar moeder blijkt later de superheldin Black Canary te zijn.
- Detective Jesse Reese - (Shemar Moore)

Een detective die Huntress tegenkwam tijdens zijn onderzoek naar een aantal bizarre zelfmoorden. Hoewel hij haar methodes niet op prijs stelt, werken de twee nu geregeld samen.
- Alfred Pennyworth - (Ian Abercrombie)

De butler van de Wayne familie. Nu Batman weg is, biedt hij Helena en Barbara zijn diensten aan. Hij heeft vooral een sterke band met Barbara.
- Dr. Harleen Quinzel/Harley Quinn - (Mia Sara)

Een psychiater die Helena moest bezoeken nadat ze werd beschuldigd van vandalisme. Harley was vroeger de vriendin van Joker, en wilde wraak op New Gotham voor wat er met “MR. J.” was gebeurd. Ze gebruikt haar contacten met de criminele onderwereld voor wraak.

### Regelmatig terugkerende personages
- Wade Brixton - (Shawn Christian)

Een vriend van Barbara en een guidance counselor op New Gotham High.
- Gibson Kafka - (Robert Patrick Benedict)

Een metahuman met een perfect fotografisch geheugen. Hij kan zich elk beeld, geur, smaak en geluid waarmee hij ooit in aanraking is geweest perfect herinneren, en weet vaak tot op de seconde hoelang geleden hij dit voor het laatst heeft meegemaakt.
- Detective McNally - (Brent Sexton)

Een New Gotham detective en partner van Jesse Reese. Hij is sceptisch over alles wat vreemd en onverklaarbaar is.
Mark Hamill deed in de serie de stem van The Joker, een rol die hij ook had in Batman: The Animated Series.

## Afleveringen
| Nr. | Titel                  | Regisseur        | Schrijver(s)                         | Originele uitzenddatum |
| --- | ---------------------- | ---------------- | ------------------------------------ | ---------------------- |
| 1 | Pilot                  | Brian Robbins    | Laeta Kalogridis                     | 9 oktober 2002         |
| Batman is verdwenen uit het door misdaad geteisterde Gotham City. Zijn nalatenschap wordt overgenomen door drie meedogenloze heldinnen - de Birds of Prey. Barbara Gordon begon als de beschermelinge van Batman, Batgirl. Tijdens een aanval van de Joker geraakte ze echter verlamd door een schot in haar wervelkolom. Barbara veranderde haar alter ego in Oracle, en nam Helena Kyle, de geheime dochter van Bruce Wayne en Selina Kyle, onder haar hoede. Helena veranderde in de felle Huntress. Nieuwkomer in de groep is Dinah, een weggelopen tiener die naar de stad werd gelokt door meta-humane visioenen. Met de hulp van de enige rechtschapen agent in de stad die nu New Gotham noemt, rechercheur Jesse Reese, vechten de Birds of Prey hun eerste strijd uit tegen een mysterieuze gek die uit is op vernieling. |                        |                  |                                      |                        |
| 2 | Slick                  | Michael Katleman | Laeta Kalogridis & Melissa Rosenberg | 16 oktober 2002        |
| Slick, een slecht meta-humaan persoon die van vaste vorm kan transformeren in vloeibare vorm, wordt ingehuurd door Dr. Harleen Quinzel om de eerlijke agenten die haar in de weg lopen, te doden. Wanneer Reese het volgende slachtoffer blijkt te zijn, schiet Helena hem te hulp, wat hun wederzijdse aantrekkingskracht doet oplaaien. Ondertussen gelooft Barbara het verhaal van Dinah dat ze slechts van thuis is weggelopen, maar Helena blijft achterdochtig. |                        |                  |                                      |                        |
| 3 | Prey for the Hunter    | Chris Long       | Adam Armus & Kay Foster              | 23 oktober 2002        |
| Helena en rechercheur Reese botsen weer met elkaar wanneer ze beide een seriemoordenaar die meta-humanen doodt door hun krachten over te nemen proberen op te sporen. Ondertussen spijbelt Dinah op school wanneer ze van Helena verneemt dat er een bar in de stad is die enkel toegankelijk is voor meta-humanen. Barbara ontmoet de ouders van haar partner Wade Brixton, die vinden dat Barbara niet normaal genoeg is voor hun zoon. |                        |                  |                                      |                        |
| 4 | Three Birds and a Baby | Craig Zisk       | David H. Goodman & Julie Hess        | 30 oktober 2002        |
| Helena redt een achtergelaten baby, Guy, en neemt hem mee terug naar de Klokkentoren. Barbara en Dinah proberen te helpen, maar tot hun verrassing is de baby alleen gelukkig als Helena hem vasthoudt. Na een dutje staat de baby op als een vijfjarige kleuter, en verandert al snel in een tiener. In een race tegen de tijd, ontdekken de Birds of Prey dat Guy werd geprogrammeerd om zijn hele leven in drie dagen te beleven, en de eerste persoon waar hij een band mee schept te doden, wat Helena in groot gevaar brengt. Ondertussen is Dr. Quinzel ook op zoek naar Guy om haar eigen plannen uit te kunnen voeren. |                        |                  |                                      |                        |
| 5 | Sins of the Mother     | Jeff Woolnough   | Melissa Rosenberg & Hans Tobeason    | 6 november 2002        |
| Dinah's moeder Carolyn komt aan in de stad op zoek naar haar dochter. Het verleden achtervolgt zowel Dinah als Carolyn, wanneer het hoofd van een maffiafamilie die Carolyn jaren geleden als de Black Canary omver wist te werpen, achter hen aan zit. Dinah moet vechten om de moeder die ze nooit echt heeft gekend te redden, voordat ze die kans volledig verloren ziet gaan. Helena stelt zich vragen bij het verleden van haar eigen moeder, en over de geheimen die Carolyn haar zou kunnen vertellen. Barbara probeert al de vrouwen samen te krijgen om samen te werken voordat het verleden hen allen vernietigt. |                        |                  |                                      |                        |
| 6 | Primal Scream          | Jim Charleston   | Adam Armus & Kay Foster              | 13 november 2002       |
| Op verzoek van Reese gaat Helena undercover, om zo een dievenbende die New Gotham terroriseert in te kunnen rekenen. Ze ontdekt al snel dat de bende slechts een onderdeel is van een groter geheel. Helena gaat achter de grote baas aan, totdat haar dekmantel wordt ontdekt, wat haar in groot gevaar brengt. Ondertussen moet Barbara leren omgaan met haar angst voor intimiteit wanneer haar relatie met Wade een serieuze wending neemt. |                        |                  |                                      |                        |
| 7 | Split                  | James Marshall   | Adam Armus & Kay Foster              | 20 november 2002       |
| Reeds gefrustreerd door mannen na haar relatie met rechercheur Reese, is Helena niet echt tevreden wanneer een meta-humaan die zich Darkstrike noemt New Gotham opzoekt om het team met haar en Barbara te vervoegen. Helena verandert echter van mening tegenover de raadselachtige vreemdeling wanneer Darkstrike zijn geschiedenis met de Crawler, een gevaarlijke crimineel die zijn ontvoerde slachtoffers vermoordt, vertelt. Wanneer de Crawler een onschuldige tiener ontvoerd, moeten de Birds of Prey in een race tegen de klok op zoek naar hem om te verzekeren dat zijn laatste slachtoffer niet hetzelfde lot treft als haar voorgangers. |                        |                  |                                      |                        |
| 8 | Lady Shiva             | John Kretchmer   | Adam Armus & Kay Foster              | 27 november 2002       |
| Helena is opgewonden wanneer haar beste vriendin van op school Sandra terugkeert naar New Gotham. De Birds of Prey worden echter verontrust door een reeks moorden die de onmisbare kenmerken bevatten van Batgirl's aartsvijand Lady Shiva. Vastberaden om Lady Shiva als gelijke te bestrijden, haalt Barbara haar oude Batgirl-kostuum weer tevoorschijn. Ze experimenteert met verschillende technologieën om zo haar rolstoel te kunnen verlaten. Ondertussen probeert Dinah haar krachten om gedachten te kunnen lezen aan te wenden zodat een jongen van haar school haar opmerkt en haar meevraagt naar het lentefeest. |                        |                  |                                      |                        |
| 9 | Nature of the Beast    | Shawn Levy       | Melissa Rosenberg                    | 18 december 2002       |
| Wanneer er een prijs wordt gezet op het leven van de legendarische maffiabaas Al Hawke, is de enige persoon die hij vertrouwt om hem te beschermen zijn zoon, rechercheur Jesse Reese. Reese vraagt Helena om hulp, maar wanneer ze ontdekt dat Hawk dezelfde man is die Dinah's moeder Carolyn doodde, wordt haar loyaliteit op proef gesteld. |                        |                  |                                      |                        |
| 10 | Gladiatrix             | David Carson     | David H. Goodman                     | 8 januari 2003         |
| Wanneer jonge meta-humane vrouwen worden ontvoerd in New Gotham, leidt Helena's onderzoek naar een geheime club waar de ontvoerde vrouwen gedrogeerd en gedwongen worden om met elkaar te vechten in een arena. Als ook Helena wordt ontvoerd is het aan Dinah om haar te redden met de hulp van Reese. |                        |                  |                                      |                        |
| 11 | Reunion                | Chris Long       | Edward Kitsis & Adam Horowitz        | 8 januari 2003         |
| Wanneer Helena's voormalige klasgenotes afzakken naar New Gotham voor de vijfjarige reünie van hun afstuderen, worden twee van hen brutaal vermoord. Wanneer ze op zoek gaat naar de dader, vreest Helena dat het onderzoek van Reese hem te veel zal leren over haar ware identiteit. |                        |                  |                                      |                        |
| 12 | Feat of Clay           | Joe Napolitano   | Adam Armus & Kay Foster              | 19 februari 2003       |
| Nadat de overvaller Chris Cassius inbreekt in een chemische fabriek en een mengsel drinkt dat hem in staat stelt om mensen in steen te veranderen, zegt Barbara haar vakantie met haar vriend Wade af. Omdat Alfred niet langer wil toestaan dat Barbara haar privéleven verwaarloost, brengt hij Wade naar de Klokkentoren en onthult haar geheim. Ondertussen gaat Helena naar Arkham Asylum en ondervraagt haar vaders oude vijand Clayface, die dezelfde capaciteiten als Cassius bezit. Ze ontdekt een schokkend feit uit haar verleden. Helena moet voorkomen dat Cassius de machtigste personen van New Gotham doodt tijdens een modeshow voor het goede doel. |                        |                  |                                      |                        |
| 13 | Devil's Eyes           | Robert J. Wilson | Adam Armus & Melissa Rosenberg       | 19 februari 2003       |
| Nadat Harley Quinn ontdekt heeft dat Helena de Huntress is, gebruikt ze een machine die haar meta-humane hypnotische krachten geeft. Ze hypnotiseert Helena en beveelt haar Barbara bewusteloos te slaan en een toegangs-cd te stelen. Barbara komt weer bij en gebruikt haar subneuraal apparaat zodat ze rechtop kan staan en Helena kan bevechten, waarbij ze de hypnose kan verbreken. Harley gebruikt de cd opnieuw om de volledige controle over de Klokkentoren te krijgen. Nadat ze Wade heeft gedood zendt ze een hypnotisch signaal uit naar elke televisie in New Gotham. In samenwerking met Alfred, Dinah en Reese moet Helena in de Klokkentoren infiltreren om zo te vechten tegen Harley en haar handlangers en weer controle over de stad te krijgen. Er wordt doorgeschemerd dat Bruce Wayne / Batman nog steeds in leven is, aangezien Alfred in Wayne Manor telefoneert met "Meester Bruce" en hem vertelt over zijn dochter Helena en dat hij fier zou zijn op haar. |                        |                  |                                      |                        |

## Achtergrond
De serie is losjes gebaseerd op de strips van DC Comics. De serie gebruikt elementen uit verschillende strips en continuïteiten van het DC Universum.
De versie van Huntress in deze serie is de dochter van Batman en Catwoman, gelijk aan de tweede Huntress uit de strips. Deze versie van Huntress beschikt over superkrachten, iets wat de Huntress uit de strip niet heeft. Ook van Catwoman wordt in de serie gezegd dat ze superkrachten had, wat in de strips niet het geval is.
Barbara Gordons verlamming en haar alter ego Oracle komt uit de graphic novel The Killing Joke.
Het concept van Bruce Wayne die zijn alter ego Batman opgeeft na de dood van een geliefde is overgenomen uit The Dark Knight Returns. De vernietiging van Gotham City, waarna de stad wordt herbouwd als New Gotham, is afkomstig uit de verhaallijn No Man's Land van de Batman-strips.